# George Benjamin Lowe
Dr. George Benjamin Lowe (Amsterdam, 30 juni 1846 – Soerabaja, 24 januari 1900) was een kolonel van de geneeskundige dienst, directeur van de opleiding tot geneeskundigen in Nederlands-Indië en getuige in het Kauffman-proces.

## Familie
Lowe was een zoon van George Benjamin Lowe en Henriette Gilhuys. Hij trouwde in 1870 met Adèle Cornelie Couperus (1846-1910), lid van de familie Couperus, dochter van Henry William Leonard Couperus, (1814-1872), majoor en commandant van het regiment Oost-Indische cavalerie, en nichtje van de schrijver Louis Couperus (1863-1923). Uit dit huwelijk werden geen kinderen geboren.

## Militaire loopbaan

### Eerste stappen in de carrière
In juni slaagde Lowe voor het examen aan het Rijkshospitaal zodat hij bij de koning kon worden voorgedragen als officier van gezondheid. Even later werd hij dan ook als zodanig bij KB van 7 juli 1866 benoemd bij de geneeskundige dienst in Oost-Indië, als officier van gezondheid 3e klasse. In november daaropvolgend vertrok hij met het schip Nederland en Oranje vanuit Harderwijk naar Batavia. Lowe (hier gespeld als Löwe) werd na aankomst in Batavia geplaatst bij het groot militair hospitaal te Weltevreden. Enkele maanden later werd hij overgeplaatste naar de geneeskundige dienst te Buitenzorg In 1870 werd hij bevorderd tot officier van gezondheid 2e klasse. In 1872 werd hij overgeplaatst naar het garnizoen te Sumenep. In 1873 trad hij op als militair commissaris in een boedelzaak. In 1874 wordt gemeld dat hij ontslag zou nemen uit militaire dienst, dan in garnizoen te Pamekasan, om zich als 2e particulier geneesheer te vestigen in Pasuruan. Dit laatste lijkt niet door te zijn gegaan, want in 1875 wordt hij bij de militaire geneeskundige dienst in garnizoen te Atjeh geplaatst. Nog datzelfde wordt hij geplaatst bij het hospitaal te Willem I. In 1876 kreeg hij met vele anderen tractementsverhoging, en werd dan aangeduid als officier van gezondheid der 1e klasse. Die laatste rang blijkt onjuist, getuige een bericht van plaatsing bij het hospitaal te Weltevreden als officier van gezondheid 2e klasse, de dan bij het reconvalescentengesticht werkzame Lowe. In juli erna werd hij overgeplaatst naar het garnizoen te Soerabaja. Diezelfde maand wordt hij bevorderd tot officier van gezondheid eerste klasse. In 1879 werd hij opnieuw geplaatst te Atjeh. Een jaar later werd hij daar afgelost. Hij werd vervolgens geplaatst bij het hospitaal te Semarang. Het jaar erop werd hij overgeplaatst naar Surakarta.

### De zaak-Kauffman
In 1882 speelde een zaak rond het overlijden van dwangarbeiders op Atjeh door toegebrachte rotanslagen onder verantwoordelijkheid van opzichter en kapitein Kauffmann; de vraag werd gesteld, ook in de Tweede Kamer, of er "gruwelen" gepleegd waren tegen deze dwangarbeiders. Lowe werd opgevoerd in de Memorie aangaande de zaak Kauffmann, gep. kapitein, gewezen beheerder der dwangarbeiders te Atjeh en onderhoorigheden, als iemand die 'gunstige' verklaringen had afgegeven over de behandeling van dwangarbeiders. Deze zaak-Kauffman, ook wel aangeduid als: de zaak-generaal Van der Heyden, kwam ook aan de orde in de Tweede Kamer, waarbij Lowe als getuige werd opgevoerd.

### Laatste stappen van zijn carrière
In 1883 werd Lowe twee jaar verlof naar Europa verleend wegens 15-jarige trouwe dienst in Nederlands-Indië. In augustus vertrok hij met zijn vrouw op het schip "Prins Hendrik". Later bleek het verlof te zijn verleend wegens ziekte. In juni 1885 vertrok het echtpaar Lowe-Couperus weer naar Nederlands-Indië. Daar werd hij geplaatst bij het militair hospitaal te Weltevreden. Een maand later werd hij als opvolger van C.J. de Freijtag benoemd tot directeur van de school tot opleiding voor inlandse geneeskundigen. In 1886 werd hij genoemd als opvolger van de overleden majoor D. ten Bosch. Hij werd echter even later benoemd tot dirigerend officier. In 1887 werd hij overgeplaatst naar Makasser. Ter gelegenheid van diens vertrek werd hem een afscheidsdiner aangeboden. In 1890 werd hij bevorderd tot dirigerend officier 1e klasse. Vervolgens werd hij overgeplaatst naar Soerabaja. In 1894 werd hij geplaatst bij het hoofdbureau van de geneeskundige dienst te Batavia. In 1894 werd gemeld dat hij op verzoek ontslag was verleend, maar dit lijkt onjuist. In 1896 werd hij benoemd tot waarnemend chef van de geneeskundige dienst. Per 2 april 1898 verkreeg hij op verzoek eervol ontslag, "wegens volbrachte diensttijd met behoud van recht op pensioen uit Hr. Ms. militairen dienst, onder toekenning van den titulaire rang van kolonel".

## Onderscheiding
In 1897 werd hij ter gelegenheid van Koninginnedag benoemd tot Officier in de Orde van Oranje-Nassau, tegelijkertijd overigens als zijn aangetrouwde neef Louis Couperus aan wie toen precies dezelfde onderscheiding verleend werd.

## Overige
- In 1886 werd Lowe benoemd tot gewoon lid van de Koninklijke Natuurkundige Vereeniging in Nederlandsch-Indië.[39]
- In 1890 werd hij lid der commissie van toezicht op de hogere burgerschool te Soerabaja.[40] Wegens vertrek werd hij als zodanig in mei 1894 ontslagen.[41]
- In 1895 was hij betrokken bij de oprichting van een geheelonthoudersvereniging voor officieren.[42]
- In 1898 werd gemeld dat hij een betrekking bij de Goudexploitatiemaatschappij zou aannemen.[43] Maar hij werd geneesheer van de Nederlandsch-Indische Mijnbouw-Maatschappij.[44]
- De biograaf van Louis Couperus, Frédéric Bastet wees op de overeenkomst tussen de naam van deze, Couperus' aangetrouwde neef Lowe en de familie Van Lowe die optreedt in Couperus' roman De boeken der kleine zielen (1901-1903).